# Club Vision
Die Club Vision ist ein Flusskreuzfahrtschiff der Reederei Dynasty Floating Hotels. Es verkehrt auf dem Nil in Ägypten, vorzugsweise für Kreuzfahrten auf der Route zwischen den Städten Kairo und Assuan, über Minya, Assiut, Qina und Luxor. Das Schiff ist in die Fünf-Sterne-Kategorie (Landeskategorie) eingestuft. Die Reederei arbeitet mit dem ägyptischen Reiseunternehmen Memnon Tours & Cruises und dem Reiseanbieter Phoenix Reisen GmbH Bonn zusammen.

## Ausstattung
Die Club Vision wurde 1984 in Kairo gebaut und 2005 überholt. Das Schiff wird durch zwei Caterpillar-Dieselmotoren mit je 350 PS angetrieben. Zudem verfügt es über drei Generatoren zur Stromversorgung mit je 190 PS. Die Reisegeschwindigkeit liegt bei 16 km/h.
Das Kreuzfahrtschiff besitzt 21 Passagierkabinen für eine maximale Belegung bis zu 39 Personen. Davon sind 14 Standardkabinen für je zwei Personen, 2 Superiorkabinen für je zwei Personen im vorderen Bereich des Oberdecks sowie 3 Einzelkabinen, ebenfalls auf dem Oberdeck. Alle Räumlichkeiten sind mit individuell regelbarer Klimaanlage ausgestattet. Das Bordrestaurant liegt im vorderen Bereich des Unterdecks. Auf dem hinteren Mitteldeck befindet sich eine Lounge-Bar. Eine weitere Bar versorgt die Gäste des Sonnendecks. Dort ist im vorderen Bereich des Schiffes ein kleines Schwimmbecken eingelassen.